# Persik Kediri
Persik Kediri ist ein indonesischer Fußballverein aus Kediri. Der Verein spielte lange Zeit in der höchsten Liga des Landes. Er zählt mit zwei Titeln seit 1994 zu den erfolgreichsten Clubs des Landes in der damaligen Indonesia Super League. Seine Heimspiele trägt der Verein im Brawijaya Stadion aus.
Persik Kediri wurde 1950 gegründet. 2000 gelang dem Verein der Aufstieg in die zweite indonesische Liga, bereits 2002 folgte der Sprung in die Indonesia Super League, ein Jahr später gewann der Club die nationale Meisterschaft. 2006 konnte der Erfolg von 2003 wiederholt werden. Den Pokalwettbewerb der Provinz Ost-Java gewann Persik fünfmal, zuletzt 2015.
2017 folgte erstmals der Abstieg in die drittklassige Liga 3. Seit 2020 spielt man wieder erstklassig, nachdem man die Saison 2019 als Meister der Liga 2 abschloss.

## Erfolge
- Indonesische Meisterschaft: 2
  - 2003 und 2006[1]
- Pokalwettbewerb von Ost-Java: 5
  - 2002, 2005, 2006, 2008 und 2015